# Rocquancourt
Pour l’article ayant un titre homophone, voir Rocquencourt.
Rocquancourt est une ancienne commune française, située dans le département du Calvados en région Normandie, peuplée de 1 041 habitants (les Rocquancourtois). Le 1er janvier 2019, elle devient commune déléguée de Castine-en-Plaine.

## Géographie
Rocquancourt est une commune située à 10 km au sud de Caen. C'est une commune péri-urbaine qui se situe dans le canton de Bourguébus.
La commune est traversée du nord au sud par la RN 158 qui relie Caen à Falaise. Le village est traversé par la route départemental D 41.
| Saint-Martin-de-Fontenay | Saint-Martin-de-Fontenay | Tilly-la-Campagne         |
| Fontenay-le-Marmion      | Rocquancourt             | Garcelles-Secqueville     |
| Fontenay-le-Marmion      | Bretteville-sur-Laize    | Saint-Aignan-de-Cramesnil |

## Toponymie
Le nom de la localité est attesté sous la forme Rokencort en 1217.

## Histoire
Des travaux récents pour le franchissement de la RN 158 ont mis au jour des vestiges révélant l'existence d'une ferme gauloise remontant à 2 000 ans environ.
En 1225, l'église de Rocquancourt est donnée à Acarin, le premier doyen du chapitre du Saint-Sépulcre par Pétronille de Mondeville. Les sols manquant de fertilité, c'est ainsi qu'au milieu du XVIIIe siècle, un tiers des terres de la paroisse sont laissées à l'abandon. L'année doit être pluvieuse pour réussir une récolte.
Par contre, le sous-sol est riche en minerai de fer. De ce fait, au début du XXe siècle, une course de vitesse s'engage entre les différentes compagnies minières pour l'obtention des concessions sur la commune. En 1923, le puits Urbain Le Verrier à Lorguichon est ouvert par la mine de May-sur-Orne ; il sera fermé en 1962. Le site sera repris par GDE, une entreprise de recyclage de déchets industriels, en 1968.
La commune a beaucoup souffert lors des combats de la bataille de Normandie et a été détruite à plus de 95 %. Elle a été libérée le 8 août 1944, lors de l'opération Totalize par les Canadiens du South Saskatchewan Regiment de la 2e division d'infanterie. Une stèle sur la place du village commémore cet événement.
Le 1er janvier 2019, elle fusionne avec Hubert-Folie et Tilly-la-Campagne pour former la commune nouvelle du Castine-en-Plaine dont la création est actée par un arrêté préfectoral du 19 décembre 2018.

## Politique et administration
| Période                                  | Période              | Identité           | Étiquette | Qualité                       |
| ---------------------------------------- | -------------------- | ------------------ | --------- | ----------------------------- |
| 1850                                     |                      | Pierre Deloges     |           |                               |
| 1852                                     |                      | Adolph Collet      |           |                               |
| 1869                                     |                      | Leonce De Parfouru |           |                               |
| 1876                                     | 1881                 | Louis Gosse        |           |                               |
| 1881                                     | 1892                 | Armand Paris       |           |                               |
| 1892                                     | mars 1892            | Gustave Chretien   |           |                               |
| mai 1892                                 | 1902                 | M. Dujardin        |           |                               |
| 1902                                     | 1908                 | M. Romain          |           |                               |
| 1908                                     | 1919                 | René Ozanne        |           |                               |
| 1919                                     | 1922                 | M. Lesueur         |           |                               |
| 1922                                     | décédé en 1925       | Georges Touchet    |           |                               |
| 1925                                     | décédé novembre 1925 | Eugène Tison       |           |                               |
| 1925                                     | 1944 démission       | Jules Guesdon      |           |                               |
| 1944                                     | 1945                 | Michel Tesson      |           |                               |
| 1945                                     | décédé en 1971       | Maurice Rousseau   |           |                               |
| 1971                                     | 1995                 | Georges Lepeltier  | PS        |                               |
| 1995                                     | mars 2008            | Italo Porta        |           |                               |
| mars 2008                                | mars 2014            | Sylviane Vastel    |           | Attachée d'administration     |
| mars 2014                                | décembre 2018        | Denis Viel         |           | Professeur université de Caen |
| Les données manquantes sont à compléter. |                      |                    |           |                               |

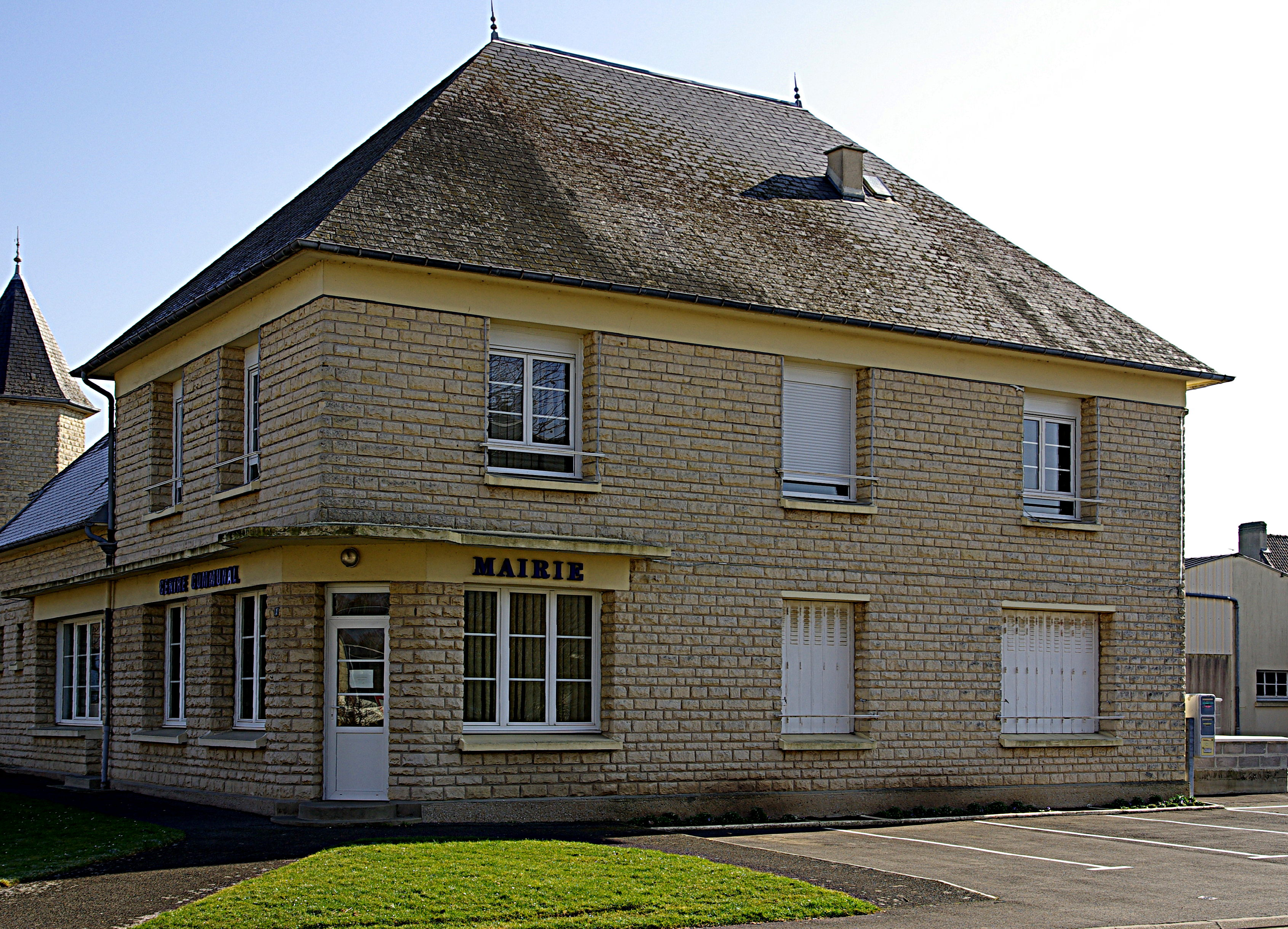
La mairie.

Le conseil municipal était composé de quinze membres dont le maire et quatre adjoints.

## Démographie
En 2021, la commune comptait 1 041 habitants. Depuis 2004, les enquêtes de recensement dans les communes de moins de 10 000 habitants ont lieu tous les cinq ans (en 2005, 2010, 2015, etc. pour Rocquancourt) et les chiffres de population municipale légale des autres années sont des estimations.
| 1793 | 1800 | 1806 | 1821 | 1831 | 1836 | 1841 | 1846 | 1851 |
| ---- | ---- | ---- | ---- | ---- | ---- | ---- | ---- | ---- |
| 216  | 175  | 175  | 200  | 202  | 203  | 203  | 253  | 190  |

| 1856 | 1861 | 1866 | 1872 | 1876 | 1881 | 1886 | 1891 | 1896 |
| ---- | ---- | ---- | ---- | ---- | ---- | ---- | ---- | ---- |
| 223  | 243  | 225  | 203  | 219  | 247  | 252  | 247  | 238  |

| 1901 | 1906 | 1911 | 1921 | 1926 | 1931 | 1936 | 1946 | 1954 |
| ---- | ---- | ---- | ---- | ---- | ---- | ---- | ---- | ---- |
| 252  | 218  | 235  | 232  | 321  | 276  | 270  | 105  | 328  |

| 1962 | 1968 | 1975 | 1982 | 1990 | 1999 | 2005 | 2010 | 2015 |
| ---- | ---- | ---- | ---- | ---- | ---- | ---- | ---- | ---- |
| 440  | 506  | 503  | 530  | 519  | 581  | 684  | 815  | 869  |

| 2018 | - | - | - | - | - | - | - | - |
| ---- | - | - | - | - | - | - | - | - |
| 976  | - | - | - | - | - | - | - | - |

## Économie
- Guy Dauphin Environnement.

## Lieux et monuments
Malgré les bombardements de la Libération, il reste encore des vestiges d'une histoire vivace, notamment l'église Saint-Martin du XIIe siècle dont la tour avait déjà été remplacée en 1900 par un clocher en pierre.
Existence d'un château avant sa destruction en 1944 ; des travaux du franchissement de la N 158 ont mis au jour des vestiges révélant l'existence d'une ferme gauloise qui datait de 2 000 ans.
La dernière dentellière exerça son activité jusqu'au début des années 1980.

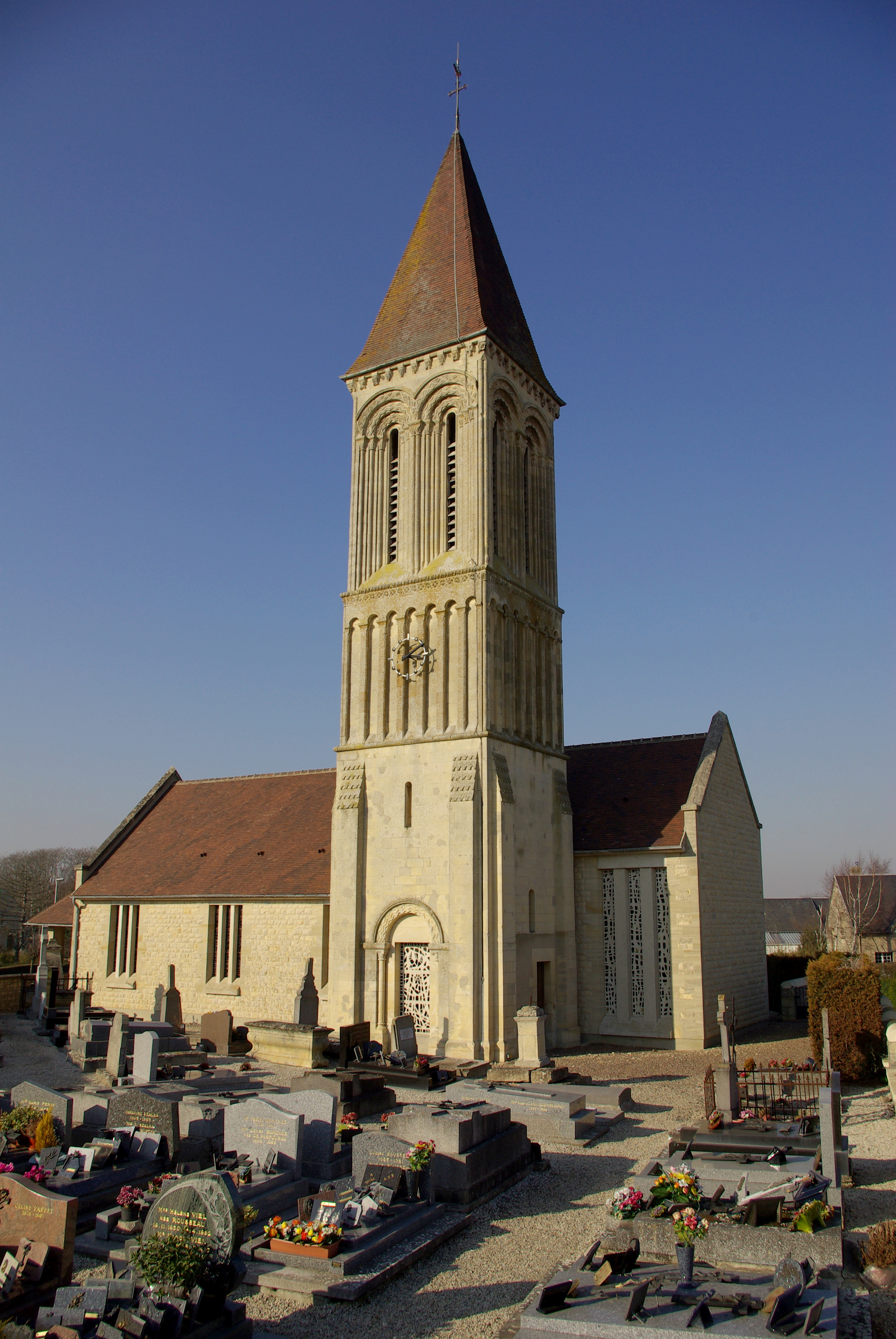
L'église Saint-Martin.
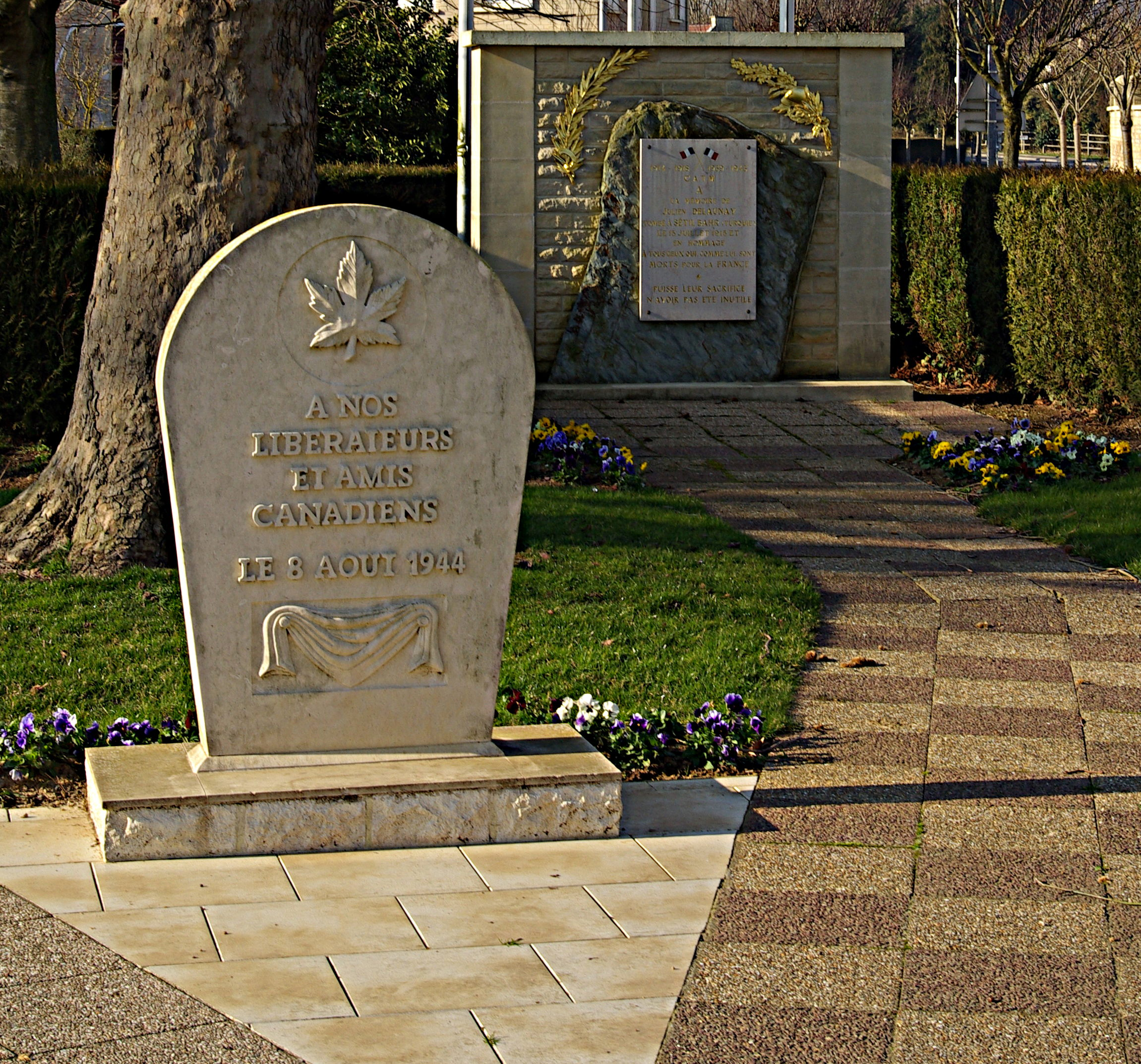
Stèle commémorant la libération du bourg par les troupes canadiennes le 8 août 1944.

## Activité et manifestations

### Sports
Le Football Club de Rocquancourt fait évoluer une équipe de football en division de district.

## Personnalités liées à la commune
Georges Lepeltier, maire de Rocquancourt de 1971 à 1995 et conseiller général du canton de Bourguébus de 1979 à 1985. Résistant-prisonnier de guerre, il est l'un des responsables du Mouvement national des prisonniers de guerre et déportés (MNPGD) dirigé par François Mitterrand (président de l'Association départementale du mouvement pour le Calvados, il devient dès novembre 1946 président de la Fédération nationale des prisonniers de guerre). À ce titre, il rejoint les instances dirigeantes de l'UDSR au congrès de Marseille de 1953 et devient membre du comité directeur de ce même parti. Il suit François Mitterrand dans la reconstruction partisane d'une gauche non communiste durant les années 1960 et 1970. Il adhère ainsi au Parti socialiste et est président de la FDSER (Fédération départementale des élus socialistes et républicains) du Calvados. Il perd son mandat de conseiller général du canton de Bourguébus en 1985 face à René Garrec,,,,. Il est enterré au cimetière communal.

## Sources
- Le patrimoine des communes du Calvados, vol. 1, Paris, Flohic Éditions, mars 2001, 1715 p. (ISBN 2-84234-111-2), p. 296-297
- Archives municipales